# Adam Weisweiler
Adam Weisweiler (Neuwied, 28 ottobre 1746 – Parigi, 15 giugno 1820) è stato un ebanista francese.

## Biografia
Nasce in Germania a Neuwied sul Reno. Inizia il suo apprendistato presso la bottega di David Roentgen;  si stablisce a Parigi nel 1777, anno in cui si sposa; più tardi inizia a lavorare per Dominique Daguerre, famoso mercante d'arte, e per la casa di Lignereux.
Nel 1778 diventa maestro ebanista, stabilendo il suo laboratorio in via Faubourg Saint-Antoine. Successivamente è nominato fornitore ufficiale della corte di Francia, della regina di Napoli Maria Carolina D'Austria e della nuora di Caterina II, Maria Feudorovna, così come dell'intera aristocrazia inglese e francese.
Durante il periodo napoleonico gli vengono commissionate numerose opere dalla famiglia Bonaparte, spesso in collaborazione con Pierre-Philippe Thomire, e realizza manufatti per il Principe del Galles e per il duca di Northumberland.
Nel 1809, dopo la morte della moglie si ritira a vita privata; suo figlio Jean porterà avanti l'arte paterna.

## Caratteristiche artistiche
F u uno dei migliori rappresentanti del tardo stile di Luigi XVI. Nei suoi lavori utilizza lacche orientali e bronzo cesellato che garantiscono la qualità dei suoi lavori. Weisweiler si specializza nella decorazione di piccoli manufatti raffinati in bronzo dorato dalle linee sottili e delicate, con barelle intrecciate leggere, placche e supporti in bassorilievo, alcuni dei quali forniti da Pierre Gouthière attraverso Dominique Dauguerre. Proprio le sue prime collaborazioni con i mercanti d'arte gli permettono di lavorare con pannelli in lacca giapponese che, decorati con Porcellana di Sèvres e pannelli di pietra dura, oltre all'ebano e al bronzo, hanno caratterizzato i suoi lavori più noti.

## Opere principali

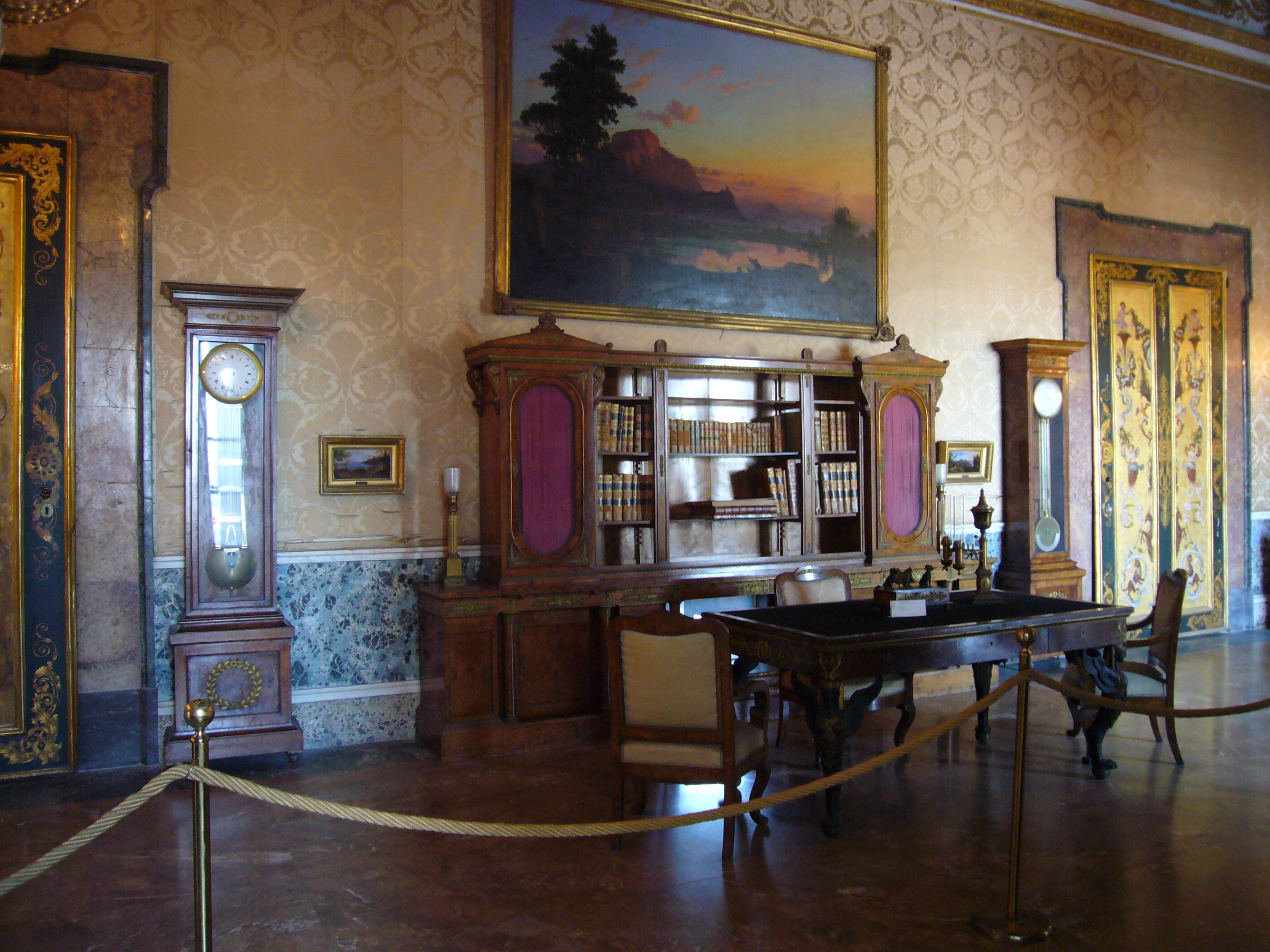
Studio del re. Napoli, Palazzo Reale

- Bonheur de jour, scrivania reale, commode situati nello studio del re (sala XIII) di Palazzo Reale di Napoli.
- Grande cassettiera in mogano, acquistata presso il mercante Daguerre per il re a Saint-Cloud, 1788 circa, Castello di Compiègne.
- Bonheur-du-jour en citronnier et amarante, Paris, Museo Cognacq-Jay.
- Scrittoio in impiallacciato ebano e lacca dal Giappone, bronzi attribuiti a Gouthière, 1784, Parigi Museo del Louvre[5].
- Armadio in ebano con intarsio di Boulle in bronzo, 1780-90 circa, Londra, Victoria & Albert Museum[6].
- Mobile in ebano e mogano impiallacciato con pannelli laccati dal Giappone. Regalo di Luigi XVI alla regina Maria Carolina di Napoli, sorella di Maria Antonietta d'Austria, (1790 circa), collezione Wrightsman, New-York, Metropolitan Museum